# Campaña de Siria Oriental (septiembre-diciembre de 2017)
 La campaña de Siria Oriental (septiembre-diciembre de 2017) fue una operación militar a gran escala del Ejército Sirio (SAA) y sus aliados contra el Estado Islámico de Irak y el Levante (EIIL) durante la Guerra Civil Siria. Su objetivo era limpiar la ciudad de Deir ez-Zor de cualquier otra fuerza de EIIL, capturar la nueva capital de facto de EIIL, Mayadin, así como tomar la ciudad fronteriza de Abu Kamal, que se convirtió en el último baluarte urbano del EIIL en las últimas etapas de la campaña. 
La campaña coincidió con la campaña del oeste de Irak, la campaña de Raqa realizada por las Fuerzas Democráticas Sirias (SDF) contra la antigua capital del EIIL , así como con la ofensiva de SDF en la provincia de Deir ez-Zor a lo largo de las orillas orientales del río Éufrates.

## La campaña
Después de una campaña de verano a gran escala en el centro de Siria, que logró levantar el sitio de Deir ez-Zor, el Ejército sirio comenzó a operar para rodear las partes restantes de la ciudad mantenidas por el EIIL. El 15 de septiembre, la portavoz del Ministerio de Relaciones Exteriores de Rusia, Maria Zakharova, anunció el inicio de la ofensiva del ejército a través del río Éufrates, cuyo nombre en código fue el salto de Assad. Tres días después, las fuerzas progubernamentales cruzaron el río Éufrates utilizando puentes de pontones y lanzaron una ofensiva en la orilla este de la ciudad de Deir ez-Zor. Para el 16 de octubre, el ejército sirio capturó la ciudad de al-Husayniyah en el otro lado del Éufrates de Deir ez-Zor, estableciendo un asedio a la parte de la ciudad controlada por el EIIL.

### Captura de Mayadin
Simultáneamente a sus operaciones para rodear a Deir ez-Zor, el Ejército lanzó una ofensiva hacia Mayadin, la nueva capital del EIIL, el 4 de octubre, que se encontraba a 10 kilómetros de la ciudad.  Los militares entraron a la ciudad desde el oeste el 6 de octubre desde el oeste, pero fueron rechazados el 9 de octubre.
El 12 de octubre, el ejército sirio rodeó a Mayadin, después de lo cual empujaron hacia el oeste y el norte de la ciudad.  Dos días después, la ciudad fue capturada y el 17 de octubre, todas las tierras entre Deir ez-Zor y Mayadin a lo largo del Éufrates fueron capturadas por el gobierno.

### Deir ez-Zor ciudad despejada
Después de rodear la parte de Deir ez-Zor, controlada por el EIIL, a mediados de octubre, el Ejército inició sus operaciones para limpiar la ciudad el 17 de octubre, capturando rápidamente tres distritos.  El 26 de octubre, las fuerzas gubernamentales lograron capturar la isla Saqr y, varios días después, capturaron dos distritos y un estadio en Deir ez-Zor.
El 2 de noviembre, las líneas de defensa de EIIL en Deir ez-Zor se derrumbaron cuando las fuerzas del Tigre y las unidades de la guardia republicana hicieron rápidos avances en las partes centrales de la ciudad, capturando el distrito más grande de Deir ez-Zor, Hamidiyah.  Esto dejó a las fuerzas del EIIL exprimidas en los cuatro barrios restantes bajo su control largo de la orilla occidental del Éufrates.  Para la medianoche, tres barrios fueron capturados, dejando solo un distrito bajo control yihadista.  El 3 de noviembre, las fuerzas del gobierno sirio capturaron completamente la ciudad.

### Ofensiva de Abu Kamal
El 23 de octubre, las fuerzas gubernamentales iniciaron una ofensiva para llegar a Abu Kamal, logrando capturar la estación de bombeo T-2 estratégica el 26 de octubre que se encuentra a 40 kilómetros de Abu Kamal el 27 de octubre.  En este punto, EIIL estaba preparando las defensas de la ciudad.
El 28 de octubre, el EIIL lanzó un contraataque que logró recuperar dos ciudades a lo largo del Éufrates y hacer retroceder a las tropas del gobierno a Mayadin , pero no pudo recuperar la Estación T-2.
El 5 de noviembre, las fuerzas gubernamentales empujaron a menos de 15 kilómetros de Abu Kamal, llegando a la frontera iraquí.  Después de que el ejército sirio se reunió con las milicias iraquíes en la frontera el 8 de noviembre, el ejército sirio y sus aliados lanzaron un asalto a Abu Kamal, rodeaba rápidamente la ciudad.  Al día siguiente, las fuerzas pro-gobierno capturaron a Abu Kamal.  Sin embargo, a última hora de ese día, un contraataque del EIIL recapturó gran parte de la ciudad.  El 11 de noviembre, el EIIL logró recuperar completamente la ciudad.
El 17 de noviembre, las fuerzas del ejército sirio asaltaron la ciudad nuevamente, capturándola el 19 de noviembre.  Después de la pérdida de Al-Qa'im y Abu Kamal, EIIL reubicó su capital de facto en la ciudad siria de Hajin .

### Orilla occidental del río Éufrates
Los combates en los alrededores de Abu Kamal continuaron hasta el 28 de noviembre.  Entre el 16 y el 28 de noviembre, 399 combatientes de ambos bandos fueron asesinados.  Durante este tiempo, las fuerzas gubernamentales avanzaron a lo largo de la orilla occidental del Éufrates, para asediar un bolsillo del territorio del EIIL al sureste de Mayadin.  El bolsillo se envolvió el 21 de noviembre y en los días siguientes el Ejército lo limpió lentamente.  Para el 28 de noviembre, el bolsillo fue eliminado y la ciudad de Al-Quriyah fue capturada.
Luego, los militares continuaron con sus operaciones para vincular las fuerzas que avanzaban al sureste de Mayadin con las de Abu Kamal.  Para el 5 de diciembre, estaban a 10 kilómetros de lograr esto y el 6 de diciembre llegó el enlace, con toda la orilla occidental del Éufrates despejada después de que las fuerzas de IS se retiraron al campo occidental de Deir ez-Zor.  Durante el empuje final a lo largo del Éufrates, un gran número de suicidas con bombas de EIIL fueron enviados contra las fuerzas gubernamentales que avanzaban, causando grandes bajas en el Ejército.  Entre el 6 y el 17 de diciembre, continuaron los ataques suicidas y terrestres, con 67 combatientes del gobierno y 52 militantes del EIIL muertos.  Durante este tiempo, el EIIL logró recuperar algo de territorio, pero el 17 de diciembre, las fuerzas del gobierno aseguraron la totalidad de la orilla occidental del Éufrates una vez más después de tomar la ciudad de Al-Salihiyah, y asediando una gran bolsa de fuerzas del EIIL entre el Homs oriental Provincias occidentales de Deir ez-Zor.

## Consecuencias: ataques continuados del EIIL y limpieza del bolsillo del EIIL
A principios de abril de 2018, las fuerzas del EIIL en un bolsillo en la gobernación de Homs emplearon un ataque de Inghimasi en el campo de gas de Shaer cerca de Palmyra .  La batalla duró varias horas, y el ataque fue rechazado por el ejército sirio con la ayuda de helicópteros de ataque rusos.
El 23 de mayo de 2018, militantes del EIIL atacaron una base del ejército sirio en Mayadeen, en la provincia de Deir Ezzor.  SOHR afirmó que mataron a 35 fuerzas a favor del gobierno, incluidos al menos nueve rusos.  Según el ministerio de defensa ruso, al menos cuatro soldados rusos y 43 atacantes murieron durante los combates.
El 20 de junio de 2018, después de una ofensiva masiva del Ejército sirio, apoyada por Hezbolá y la fuerza aérea rusa, que duró varios días, el Ministerio de Defensa sirio y el Ejército sirio afirmaron que ellos y sus aliados habían recapturado todo el bolsillo del EIIL en la región de Homs-Deir ez-Zor, recapturando 1.500   km 2 de tierra y también matando al menos a 50 militantes de EIIL.  Sin embargo, estas declaraciones del ejército sirio parecieron ser prematuras, ya que los ataques del EIIL desde el desierto de Deir ez-Zor en las posiciones del gobierno sirio alrededor del río Éufrates continuaron durante todo el verano, durante el cual murieron decenas de soldados del ejército sirio; Algunas estimaciones de los observadores locales indican que hasta 1.000 combatientes del EIIL siguen escondidos en el bolsillo del desierto de Homs-Deir ez-zor. El 31 de agosto, el Ejército sirio y la milicia palestina oficialista Liwa al Quds lanzaron una operación antiterrorista masiva en el desierto de Homs-Deir ez-Zor, con el objetivo de recuperar todo el bolsillo del desierto del EIIL; dado que los combatientes del EIIL están ubicados en el terreno abierto del desierto, sin ninguna posición defensiva natural, probablemente no podrán mantener sus posiciones en el desierto por mucho tiempo, porque son vulnerables a los ataques aéreos masivos de Siria y Rusia. EIIL cayó lejos en el desierto para intentar escapar de la ofensiva.  El 16 de septiembre de 2018, el EIIL nuevamente invadió las líneas de SAA y volvió a ingresar a la mayor parte del área del desierto, matando al menos a 25 soldados del gobierno.